# Lactarius glutinosus
Lactarius glutinosus é um fungo que pertence ao gênero de cogumelos Lactarius na ordem Russulales. Encontrado na América do Norte, foi descrito cientificamente por Sumstine em 1941.